# Multiverse Computing
Multiverse Computing è una società spagnola di software per il calcolo quantistico e intelligenza artificiale con sede a San Sebastián, in Spagna, e uffici a Parigi, Monaco di Baviera, Londra, San Francisco, Toronto e Sherbrooke, in Canada.
L'azienda crea e applica modelli di IA, algoritmi quantistici o ispirati ai quanti nei settori dell'energia, della logistica, della produzione, della mobilità, delle scienze della vita, della finanza, della sicurezza informatica, della chimica, della scienza dei materiali e dell'aerospaziale.
La piattaforma quantistica Singularity è progettata per consentire agli utenti senza una conoscenza pregressa del calcolo quantistico di utilizzare algoritmi quantistici tramite strumenti come Microsoft Excel.

## Storia
Multiverse è stata co-fondata nel 2019 da Enrique Lizaso, Román Orús, Alfonso Rubio e Sam Mugel. Lizaso, tesoriere e membro del consiglio direttivo dell'European Quantum Industry Consortium, e Orús, professore di ricerca Ikerbasque presso il Donostia International Physics Center ed ex Marie Curie Fellow presso il Max Planck Institute of Quantum Optics, stavano chattando su WhatsApp quando è nata l'idea di un'azienda di informatica quantistica per la finanza.
Nel 2021, la società ha annunciato un finanziamento di 12,5 milioni di euro dal programma Accelerator del European Innovation Council (EIC). A questo è seguito un round di finanziamento da 25 milioni di euro nel 2024, valutando la società a 150 milioni di euro. Più tardi quello stesso anno, l'azienda è stata selezionata dallo Scaling Club dell'EIC – con un budget di 10 miliardi di dollari – come una delle 48 aziende a ricevere supporto con finanziamenti, tutoraggio e matchmaking di partnership.
Nell'aprile 2022, l'azienda ha stretto una partnership con la Banca del Canada per esplorare in che modo l'informatica quantistica possa aiutare il settore finanziario, bancario e assicurativo. Questa ricerca ha reso il Canada il primo paese del G7 ad esplorare il modello di reti complesse e criptovalute attraverso il calcolo quantistico. A luglio 2022, Multiverse ha collaborato con Bosch per integrare algoritmi quantistici nel flusso di lavoro di simulazione dei gemelli digitali per scalare le simulazioni in modo più efficiente e migliorare l'accuratezza del rilevamento dei difetti di produzione.
Ulteriori organizzazioni che esplorano il software quantistico di Multiverse includono BBVA, Crédit Agricole CIB e Repsol. Nel 2022, Gartner ha riconosciuto Multiverse Computing come “Gartner Cool Vendor” per aver offerto “tecnologie e servizi software quantistici che consentono l'integrazione dell'esplorazione di soluzioni quantistiche nel settore dei servizi finanziari.” Multiverse è una delle più grandi aziende di software quantistico al mondo e ha raccolto oltre 127,3 milioni di euro.

## Tecnologia
Gli algoritmi del Multiverse Computing sono stati implementati in settori verticali quali energia, produzione, logistica, finanza, chimica, spazio e sicurezza informatica. Oltre all'apprendimento automatico quantistico e agli algoritmi di ottimizzazione, l'azienda utilizza reti tensoriali ispirate alla teoria quantistica per migliorare l'efficienza nella risoluzione delle sfide industriali. Le reti tensoriali vengono utilizzate per modellare sistemi quantistici, in particolare sistemi quantistici di molte particelle, e più recentemente vengono applicate per modellare sistemi di intelligenza artificiale.
Nel 2023, l'azienda ha lanciato CompactifAI, un software che utilizza queste reti per ridurre i costi di calcolo e i requisiti energetici necessari per la formazione e il funzionamento di grandi modelli linguistici (LLM). Riducendo al minimo le dimensioni, la memoria e le esigenze di archiviazione dei modelli, le reti tensoriali possono migliorare l'efficienza e la portabilità di questi modelli.
All’inizio di quell’anno, Credit Agricole CIB ha pubblicato i risultati di molteplici esperimenti con Multiverse che hanno esplorato l’uso del calcolo quantistico e ispirato al calcolo quantistico per la valutazione dei derivati e per risolvere l’anticipazione dei declassamenti del rating creditizio.
Nel 2024, la società si è assicurata un contratto da 1,4 milioni di dollari con il Centro aerospaziale tedesco per sviluppare rilevatori di singoli fotoni con applicazioni che spaziano dall'informatica quantistica alla comunicazione nello spazio profondo e alla bioimmagine.

## Premi
Multiverse Computing ha vinto il premio Future Unicorn 2024 di DIGITALEUROPE, riconoscendo il potenziale dell'azienda per la trasformazione digitale nei settori della sicurezza informatica, della salute e dell'intelligenza artificiale. L'azienda è stata inoltre selezionata come una delle 100 aziende di intelligenza artificiale più promettenti al mondo nel software di intelligenza artificiale quantistica da CB Insights nel 2023.